# FAR Rabat
Association Sportive des Forces Armées Royales (în arabă الجمعية الرياضية للقوات المسلحة الملكية; ASFAR), de asemenea , cunoscut sub numele de FAR Rabat (în {{lang-ar|الجيش الملكي), este un club sportiv profesionist cu sediul în capitala Marocului (Rabat - Salé).
Clubul a fost fondat în 1958 la scurt timp după ce Marocul și-a câștigat independența și este unul dintre cele mai faimoase cluburi de fotbal din Maroc. ASFAR este o prescurtare pentru Asociația Sportivă a Forțelor Armate Regale.

## Legături externe
- Site-ul ofical al clubului
- Site-ul oficial al suporterilor